# Dissuasion
La dissuasion est une théorie selon laquelle on peut empêcher un acteur d’agir par peur des conséquences potentielles.

## Criminologie
En criminologie, à la base de la théorie de la dissuasion se trouve l'hypothèse selon laquelle la fréquence des délits et crimes varie en raison inverse de la certitude et de la sévérité des peines. Elle est issue des juristes de l'école classique, Montesquieu, Jeremy Bentham, Cesare Beccaria. Les sanctions pénales produisent un effet intimidant.
Selon le criminologue Maurice Cusson, on peut ajouter trois variables à cette théorie : la connaissance de la sanction, la communication pénale et la justice. Ainsi, la sanction pénale ne produit pas seulement un effet intimidant, mais constitue également un message visant à persuader les citoyens de respecter la loi et les règles fondamentales de la justice.

## Domaine militaire
Dans le domaine de la défense, au sens militaire du terme, la dissuasion consiste à forcer la paix en rendant la guerre trop coûteuse pour un attaquant.
L'idée comme l'application sont anciennes (cf. la maxime romaine « si vis pacem, para bellum », ou encore le principe des représailles), mais elles ont trouvé leur achèvement ultime avec les armes de destruction massive et la dissuasion nucléaire. Durant la guerre froide, on parlait d'équilibre de la terreur.
Les objectifs de la dissuasion française ont été rappelés par le président de la République française Jacques Chirac lors d'un discours prononcé le 8 juin 2001 à l'Institut des hautes études de Défense nationale :
- empêcher une remise en cause par une puissance majeure hostile de la survie de la France ;
- faire face aux menaces que pourraient faire peser sur nos intérêts vitaux des puissances régionales dotées d’armes de destruction massive.

## Stratégie de communication
La dissuasion peut être vue comme une stratégie de communication qui consiste à s'autocontraindre pour contraindre l'autre : 

« Retiens moi en te retenant toi, sinon un malheur se produira et tu en porteras la responsabilité ! Au vu de mes dispositions présentes dont je te communique les caractéristiques, seule ta modération ou ton renoncement est susceptible de m’empêcher de passer à l’acte. »